# We've Got a Good Thing Going
«We've Got a Good Thing Going» es una canción del cantante estadounidense Michael Jackson. Lanzada el 4 de agosto de 1972 como parte de su segundo álbum de estudio en solitario, Ben, la canción fue escrita y producida por Mel Larson y Jerry Marcellino. La canción es una muestra del talento emergente de Jackson y su capacidad para interpretar baladas soul y pop.

## Grabación y producción
La grabación de «We've Got a Good Thing Going» se realizó en 1972 en los estudios de Motown en Los Ángeles. Michael Jackson, quien tenía solo 14 años, estaba en la etapa inicial de su carrera como solista después de su éxito con The Jackson 5. La canción fue producida por Mel Larson y Jerry Marcellino, quienes también trabajaron en otras canciones del álbum Ben.
La producción de la canción se centra en una melodía suave y una interpretación vocal emotiva. Larson y Marcellino utilizaron arreglos orquestales que resaltaban la habilidad vocal de Jackson, creando una atmósfera íntima y conmovedora.

## Composición
We've Got a Good Thing Going es una balada que combina elementos del soul y el pop. La canción presenta una melodía en La mayor que apoya la interpretación vocal emotiva de Jackson. La letra celebra el amor y la conexión en una relación, utilizando un enfoque lírico que transmite calidez y afecto.
La estructura de la canción incluye una introducción orquestal seguida por versos que permiten a Jackson mostrar su rango vocal y habilidad para transmitir emoción. El arreglo musical apoya la letra con un acompañamiento suave y melódico.

## Publicación y recepción
We've Got a Good Thing Going fue incluida en el álbum Ben, lanzado el 4 de agosto de 1972. Aunque no fue lanzada como sencillo, la canción recibió elogios por la producción y la habilidad vocal de Jackson. El álbum Ben alcanzó el número 5 en la lista de álbumes Billboard 200, consolidando la carrera de Jackson como solista.
La crítica ha valorado la canción por su calidad vocal y su capacidad para transmitir emoción. Aunque no alcanzó el éxito comercial de otros temas del álbum, es apreciada por los fanáticos y críticos como una muestra del talento emergente de Jackson.

## Interpretaciones en vivo
No se conocen interpretaciones en vivo de We've Got a Good Thing Going por parte de Michael Jackson durante su carrera. Sin embargo, el estilo y la atmósfera de la canción se reflejan en muchas de sus baladas en vivo, donde la habilidad vocal de Jackson y su capacidad para conectar con el público eran evidentes.

## Legado
Aunque We've Got a Good Thing Going no es una de las canciones más conocidas de Michael Jackson, es valorada por su calidad musical y emocional. La canción ha sido destacada en varias biografías y estudios sobre Jackson como un ejemplo de su habilidad para interpretar baladas con profundidad y sentimiento.

## Personal
- Michael Jackson – voz principal
- Mel Larson – productor, compositor
- Jerry Marcellino – productor, compositor
- The Funk Brothers – instrumentación
- Motown – sello discográfico

## Categorías
- Datos: Q109796242